# Thomas Ashe

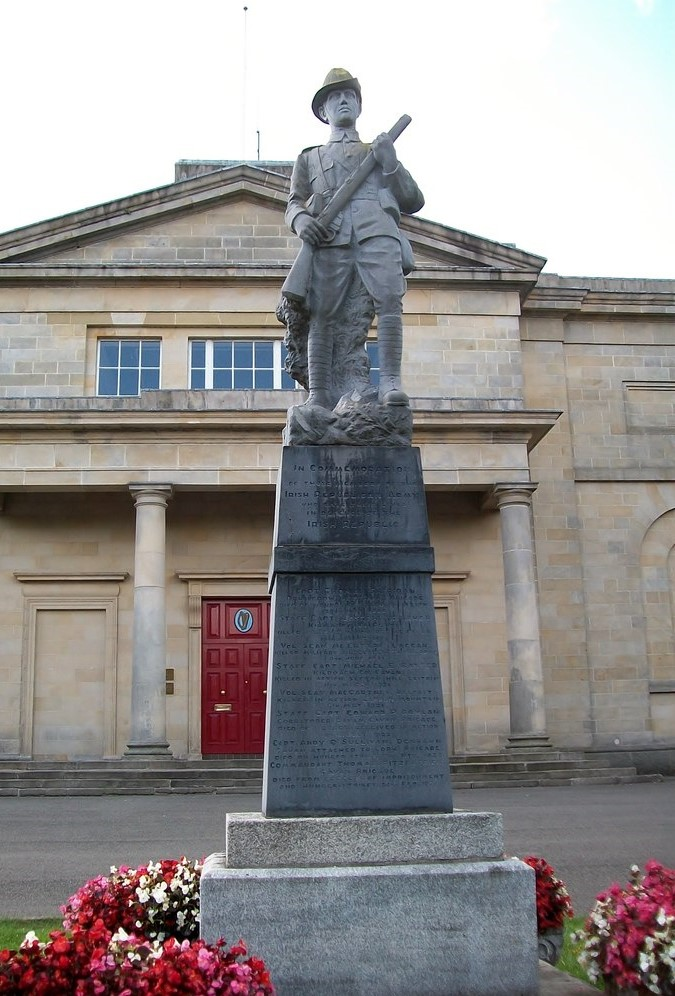
Emlékműve Cavanban

Thomas Patrick Ashe (Lispole, 1885. január 12. – Dublin, 1917. szeptember 25.) az ír Lispole faluban született, Kerry tartományban. Tanár, a Gaelic liga tagja, az "Ír Köztársasági Testvérség" (Irish Republican Brotherhood) szervezetének tagja és az Irish Volunteers alapító tagja volt.
Ashe részt vett az 1916-os húsvéti felkelésben. Ashe 60-70 emberből álló hadereje brit csapatokkal ütközött meg Dublin környékén a felkelés alatt. A csata döntő győzelmét Ashbourne-nál szerezték meg, ahol túlerővel szemben diadalmaskodtak. 24 órával később azonban a felkelést leverték, így Ashe csapata megsemmisült.
1917. május 8-án Ashe-t halálra ítélték, amit később életfogytig tartó börtönbüntetésre módosítottak. Ashe-t angliai börtönbe szállították át.
Miután 1917 áprilisában az Egyesült Államok belépett az első világháborúba, a brit kormányra még nagyobb nyomás nehezedett, hogy oldja meg az "ír kérdést". Ashe és börtöntársainak éhségsztrájkja is hozzájárult a politikai nyomáshoz. Az angol börtönökben zajló kegyetlenkedésekről szóló túlzó cikkek, melyek az ír sajtóban megjelentek, nagyban hozzájárultak ahhoz, hogy Ashe és társai 1917. június 18-án kiszabadultak általános amnesztia után.
Ashe visszatért Írországba s közben heves felszólalásokat tartott szerte az országban. 1917 augusztusában letartóztatták lázadás vádjával. Ezúttal egy dublini börtönbe került, ahol két évet kellett eltöltenie kemény fizikai munkával. Újra éhségsztrájkba kezdtek, majd miután erőszakkal megetették, kórházban halt meg 1917. szeptember 25-én.

## Külső hivatkozások
- Thomas Ashe song by Martin Dardis